# Rhombus-Bodeneule
Die Rhombus-Bodeneule (Xestia stigmatica, Syn.: Xestia rhomboidea), auch Rauteneule, Violettbraune Erdeule, Violettbraune, Schwarzfleckige Erdeule oder Hainkräuterflur-Bodeneule genannt, ist ein Schmetterling (Nachtfalter) aus der Familie der Eulenfalter (Noctuidae).

## Merkmale
Die Falter erreichen eine Flügelspannweite von 38 bis 41 Millimetern. Die Vorderflügel haben eine vergleichsweise breite Form und sind dunkelbraun, graubraun oder violettbraun gefärbt. Zwischen Ring- und Nierenmakel sowie der inneren Querlinie befinden sich große, verdunkelte, schwarze Flecke. Quer- und Wellenlinien sind meist deutlich ausgebildet. An der stark gezackten Wellenlinie beginnt ein nach innen gerichtetes arttypisches dunkles Band. Die Hinterflügel sind zeichnungslos dunkelgrau.
Das Ei hat eine halbkugelige Form mit stark abgeflachter Basis; es misst 0,6 bis 0,7 mm in der Höhe und 0,9 bis 1,0 mm im Durchmesser. Es ist gelbweiß gefärbt und zeigt einen karminroten Mittelfleck mit ebenso getönter Binde. Nach Dolinskaya und Geryak ist das Ei dagegen hellpinkfarben. Im Verlauf der Entwicklung wird es gräulichpink und kurz vor dem Schlupf wird es dunkelbraungrau. Die oberen zwei Drittel der Oberfläche ist mit 29 bis 33 sehr deutlichen Längsrippen bedeckt, von denen 11 bis 12 die Mikropylregion erreichen. Sie kreuzen sich mit schwächeren Querrippen, die aber näher beieinander stehen.
Ausgewachsene Raupen variieren stark in der Färbung und können sowohl fast einfarbig gelbbraune als auch braungraue Exemplare mit deutlichen weißen Seitenlinien ergeben. Ebenso schwankt die Intensität der keilförmigen Nebenrückenflecke erheblich.
Die rotbraune Puppe ist durch vier Dornen am Kremaster gekennzeichnet.

### Ähnliche Arten
Eine gewisse Ähnlichkeit besteht zu Xestia sareptana, die jedoch an einem schwarzen Wisch im Wurzelfeld der Vorderflügel zu erkennen ist. Von anderen Xestia- und Diarsia-Arten unterscheidet sich stigmatica durch das dunkle Band neben der Wellenlinie sowie das Fehlen von gelblichen oder rötlichen Zeichnungselementen.

## Geographische Verbreitung und Lebensraum
Die Art kommt in Europa verbreitet vor. Sie fehlt aber in Irland und auf der Iberischen Halbinsel mit Ausnahme der Pyrenäen sowie auf fast allen Mittelmeerinseln mit Ausnahme von Sizilien. Die nördliche Verbreitungsgrenze verläuft durch den südlichen Teil Skandinaviens zum Baltikum, nach Weißrussland, der Ukraine nach Südrussland. Sie ist bisher auch in Finnland und im größten Teil Russlands nicht nachgewiesen. Das weitere Verbreitungsgebiet erstreckt sich durch Südrussland bis nach Kasachstan, im Süden zum Kaukasusgebiet, die Nordtürkei und das Elburs-Gebirge im Nordiran. Der Fundort in Karatschai-Tscherkessien in Südrussland liegt auf 1200 m Höhe.
Die Rhombus-Bodeneule bewohnt vorzugsweise lichte Laubwälder, Strauch- und Gebüschzonen sowie Parklandschaften. In Feuchtgebieten ist sie seltener.

## Lebensweise
Die nachtaktiven Falter fliegen hauptsächlich von Juli bis Anfang September in einer Generation im Jahr. Sie besuchen künstliche Lichtquellen sowie Köder, gelegentlich auch die Blüten des Oreganos (Origanum vulgare), von Greiskräutern (Senecio) oder des Schmetterlingsflieders (Buddleja davidii). Die Raupen sind ab September zu finden. Sie ernähren sich von verschiedenen Pflanzen, dazu zählen:
- Große Brennnessel (Urtica dioica),
- Schlehdorn (Prunus spinosa) und
- Primeln (Primula).

Die Raupen überwintern und verpuppen sich im Mai des folgenden Jahres.

## Gefährdung
Die Rhombus-Bodeneule kommt in Deutschland in unterschiedlicher Anzahl vor, ist regional selten, wird jedoch auf der Roten Liste gefährdeter Arten als nicht gefährdet geführt.

## Nomenklatur
Die Art ist bis vor wenigen Jahren als Xestia rhomboidea (Esper, 1790) bezeichnet worden. Bei der Untersuchung der beiden Syntypen von Phalaena Noctua rhomboidea Esper, 1790 in der Zoologischen Staatssammlung München (ZSM Nr. 858 und 859) durch Hacker (1998) stellte sich heraus, dass diese Stücke mit Xestia triangulum (Hufnagel, 1766) identisch sind. Das Exemplar mit der Nr. ZSM 859, ein Männchen, wurde von Hacker zum Lectotypus bestimmt. Die Exemplare, die von späteren Autoren als Xestia rhomboidea beschrieben worden sind, sind aber nicht mit den beiden Syntypen bzw. dem neu bestimmten Lectotypus identisch. Da der Name rhomboidea aber an den beiden Syntypen bzw. dem Lectotypus hängt, kann er nicht auf die fehlbestimmten Exemplare übertragen werden. Für diese fehlbestimmten Exemplare (= rhomboidea der späteren Autoren) kann aber der Name Xestia stigmaticata Hübner, 1813 verwendet werden. Der Typus dieser Art stimmt mit den fehlbestimmten Exemplaren von Xestia rhomboidea der späteren Autoren überein. Der korrekte heutige Name dieser Art lautet daher Xestia stigmatica (Hübner, 1813).

## Anmerkung
1. ↑  Beobachtung an Material aus der Ukraine